# ۶۴۵ (خورشیدی)
۶۴۵ ششصد و چهل و پنجمین سال هجری خورشیدی است.